# San Fedele Intelvi
San Fedele Intelvi foi uma comuna italiana da região da Lombardia, província de Como, com cerca de 1.491 habitantes. Estendia-se por uma área de 10 km², tendo uma densidade populacional de 149 hab/km². Fazia fronteira com Blessagno, Casasco d'Intelvi, Castiglione d'Intelvi, Cerano d'Intelvi, Laino, Pellio Intelvi.
Em 1 de janeiro de 2018, passou a formar parte da nova comuna de Centro Valle Intelvi.

## Demografia
| Variação demográfica do município entre 1861 e 2011                               |
|                                                                                   |
| Fonte: Istituto Nazionale di Statistica (ISTAT) - Elaboração gráfica da Wikipedia |